# 1189
| [ Edytuj tabelę ]                |                                                                 |
| Książę Małopolski                | - 1177 Kazimierz II Sprawiedliwy 1194                           |
| Książę Wielkopolski              | - 1177 Odon Mieszkowic 1194 - 1182 Mieszko III Stary 1202       |
| Król Angkoru                     | - 1181 Dżajawarman VII 1218                                     |
| Król Anglii                      | - 1154 Henryk II 1189 - 1189 Ryszard I Lwie Serce 1199          |
| Król Aragonii i hrabia Barcelony | - 1164 Alfons II Aragoński 1196                                 |
| Książę Bawarii                   | - 1183 Ludwik I 1231                                            |
| Margrabia Brandenburgii          | - 1184 Otto II 1205                                             |
| Książę Burgundii                 | - 1162 Hugo III 1192                                            |
| Cesarz Bizancjum                 | - 1185 Izaak II Angelos 1195                                    |
| Car Bułgarii                     | - 1187 Asen I 1196                                              |
| Cesarz Chin                      | - 1162 Song Xiaozong 1189 - 1189 Song Guangzong 1194            |
| Książę Czech                     | - 1178 Fryderyk 1189 - 1189 Konrad II Otto 1191                 |
| Król Danii                       | - 1182 Kanut VI 1202                                            |
| Władca Egiptu                    | - 1171 Saladyn 1193                                             |
| Cesarz Etiopii                   | - 1189 Gebre Meskel 1229                                        |
| Król Francji                     | - 1180 Filip II August 1223                                     |
| Król Gruzji                      | - 1184 Tamara 1213                                              |
| Hrabia Holandii                  | - 1157 Floris III 1190                                          |
| Cesarz Japonii                   | - 1183 Go-Toba 1198                                             |
| Kalif                            | - 1180 An-Nasir 1225                                            |
| Król Kastylii                    | - 1158 Alfons VIII Szlachetny 1214                              |
| Patriarcha Konstantynopola       | - 1186 Nicetas II Muntanes 1189 - 1189 Leoncjusz Teotokita 1190 |
| Władca Korei                     | - 1170 Myŏngjong 1197                                           |
| Król Leónu                       | - 1188 Alfons IX 1230                                           |
| Kalif Maroka                     | - 1184 Jakub al-Mansur 1199                                     |
| Król Nawarry                     | - 1150 Sancho VI 1194                                           |
| Król Norwegii                    | - 1177 Sverre Sigurdsson 1202                                   |
| Hrabia Palatynatu                | - 1155 Konrad Hohenstauf 1195                                   |
| Papież                           | - 1187 Klemens III 1191                                         |
| Król Portugalii                  | - 1185 Sancho I 1211                                            |
| Sułtan Rumu                      | - 1156 Kilidż Arslan II 1192                                    |
| Książę Rusi halickiej            | - 1188 Oleg I 1189 - 1189 Włodzimierz II 1199                   |
| Cesarz Rzymski (niemiecki)       | - 1155 Fryderyk I Barbarossa 1190                               |
| Książę Saksonii                  | - 1180 Bernard III 1212                                         |
| Król Szkocji                     | - 1165 Wilhelm I 1214                                           |
| Król Szwecji                     | - 1173 Knut Eriksson 1196                                       |
| Doża Wenecji                     | - 1178 Orio Mastropiero 1192                                    |
| Król Węgier                      | - 1172 Bela III 1196                                            |

Rok 1189 / MCLXXXIX
stulecia: XI wiek ~
XII wiek ~
XIII wiek

lata: 1179 «
1184 «
1185 «
1186 «
1187 «
1188 «
1189
» 1190
» 1191
» 1192
» 1193
» 1194
» 1199

## Wydarzenia w Polsce
- Pierwsza wzmianka o Opatowie.
- Papież Klemens XII przysłał do Polski wysłannika celem zebrania tzw. dziesięciny saladyńskiej na pokrycie kosztów wyprawy zbrojnej do Ziemi Świętej[1].

## Wydarzenia na świecie
- 7 maja – Hamburg uzyskał od cesarza Fryderyka I Barbarossy zezwolenie na handel bezcłowy i status Wolnego Miasta Rzeszy.
- 11 maja – cesarz Fryderyk I Barbarossa wyruszył z Ratyzbony na III wyprawę krzyżową.
- 6 lipca – rozpoczął panowanie Ryszard I Lwie Serce[2].
- 11 lipca – Kjeld został ogłoszony świętym przez papieża Klemensa III.
- 28 sierpnia – III wyprawa krzyżowa: Gwidon de Lusignan rozpoczął oblężenie Akki.
- 29 sierpnia – w Marlborough Castle król Anglii Jan Bez Ziemi poślubił Avisę z Gloucester.
- 3 września – Ryszard I Lwie Serce został koronowany na króla Anglii.
- 4 października – III wyprawa krzyżowa: bitwa pod murami Akki, zwycięstwo wojsk Saladyna.

- Irlandzkie miasto Dundalk otrzymało prawa miejskie.

## Urodzili się
- 26 listopada – Jerzy II, wielki książę włodzimierski (zm. 1238)
- Yelü Chucai, chiński poeta, astrolog i polityk, szef kancelarii imperium mongolskiego (zm. 1243)

## Zmarli
- 4 lutego – Gilbert z Sempringham, normański zakonnik, teolog, założyciel gilbertynów, święty katolicki (ur. ok. 1083)
- 4 marca – Humbert III Sabaudzki, hrabia Sabaudii, błogosławiony katolicki (ur. 1135)
- 25 marca – Fryderyk Przemyślida, książę Czech (ur. 1142)
- 6 lipca – Henryk II Plantagenet, król Anglii (ur. 1133)
- 4 października – Gérard de Ridefort, wielki mistrz zakonu templariuszy